# Sioux City
Sioux City è una città situata tra le contee di Woodbury e Plymouth nella parte nord-occidentale dello Stato dell'Iowa. La popolazione era di 82 684 abitanti al censimento del 2010, il che la rende la quarta città più grande dell'Iowa. La maggior parte della città si trova nella contea di Woodbury, di cui è capoluogo, sebbene una piccola parte si trovi nella contea di Plymouth. Sioux City si trova nella testa di navigazione del fiume Missouri. La città è sede di numerosi punti di interesse culturale tra cui il Sioux City Public Museum, il Sioux City Art Center e il Sergeant Floyd Monument, che è un National Historical Landmark. La città ospita anche il Chris Larsen Park, comunemente chiamato "il lungofiume", che comprende l'Anderson Dance Pavilion, il Sergeant Floyd Riverboat Museum e il Lewis and Clark Interpretive Center. Sioux City è la città principale dell'area metropolitana di Sioux City, che aveva una popolazione di 168 825 abitanti nel 2010, aumentata leggermente a circa 168 921 abitanti nel 2012. L'area statistica combinata di Sioux City-Vermillion aveva una popolazione di 182 675 abitanti nel 2010 ed è cresciuta fino a raggiungere una popolazione stimata di 183 052 abitanti nel 2012.
Sioux City è il punto di partenza della navigazione, o il punto più a monte in cui possono viaggiare le navi mercantili, del fiume Missouri, a circa 95 miglia (153 km) a nord dell'area metropolitana di Omaha-Council Bluffs. Sioux City e le aree circostanti dell'Iowa nord-occidentale, del Nebraska nord-orientale e della parte sud-orientale del Dakota del Sud sono a volte indicate come Siouxland, in particolare dai media locali e dai residenti.

## Geografia fisica
Secondo lo United States Census Bureau, ha un'area totale di 59,49 mi² (154,08 km²).

## Società

### Evoluzione demografica
Secondo il censimento del 2010, la popolazione era di 82 684 abitanti.

### Etnie e minoranze straniere
Secondo il censimento del 2010, la composizione etnica della città era formata dall'80,6% di bianchi, il 2,9% di afroamericani, il 2,6% di nativi americani, il 2,7% di asiatici, lo 0,1% di oceaniani, il 7,4% di altre etnie, e il 3,7% di due o più etnie. Ispanici o latinos di qualunque provenienza erano il 16,4% della popolazione.

## Amministrazione

### Gemellaggi
- Lake Charles, dal 1995[5];
- Yamanashi, dal 2003[6]